# Playa de Velilla
La playa Velilla está situada en el municipio español de Almuñécar, en la provincia de Granada, comunidad autónoma de Andalucía. Posee una longitud de alrededor de 1.470 metros y un ancho promedio de 52 metros.
Destaca sobre todo por la limpieza de sus aguas, lo que hace que sea además una zona perfecta para la práctica del buceo.
La primera de las características que definen esta playa de la Costa Granadina es la limpieza de sus aguas. Así lo constatan quienes acuden frecuentemente a esta parte del litoral andaluz para darse un chapuzón y tomar el sol. No en vano, la playa de Velilla tiene un nivel de ocupación alto en verano. Las aguas son tranquilas, de color oscuro. Suelen estar a una temperatura alrededor de los 14 °C y el oleaje es de tipo débil.